# Liste der dicksten Mammutbäume in Deutschland

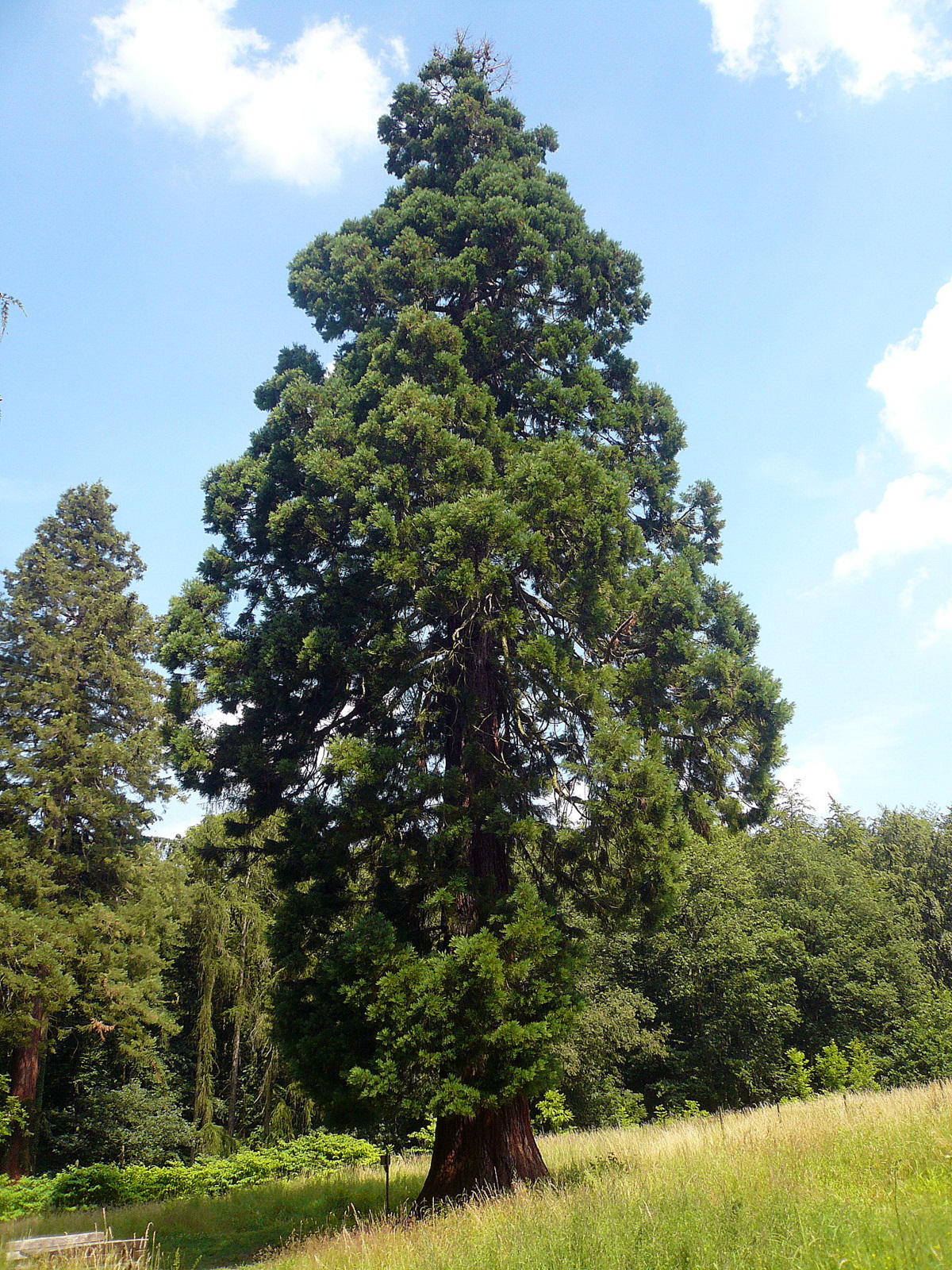
Riesenmammutbaum bei Schotten in Hessen

Die Liste der dicksten Mammutbäume in Deutschland nennt Mammutbäume (Sequoioideae), deren Stammumfang ein festgelegtes Maß übersteigt. In einem Meter Höhe liegt dieses Grenzmaß bei 7,5 Metern, in 1,3 Meter Höhe (die Stelle, an der der Brusthöhendurchmesser [BHD] über den Umfang ermittelt wird) bei sieben Metern (entspricht BHD=2,23 m). Zu den 34 Mammutbäumen werden jeweils der Ort, der Standort, das Bundesland, die Gesamthöhe, die beiden Umfangsangaben, das Jahr der Pflanzung und die Koordinaten genannt. Bei allen Bäumen handelt es sich um Riesenmammutbäume (Sequoiadendron giganteum). Die aufgelisteten Bäume stehen in Baden-Württemberg (15), Nordrhein-Westfalen (8), Hessen (5), Bayern (2), Rheinland-Pfalz (2) und Bremen (1).
Der Mammutbaum bei Neuweiler ist mit einem Brusthöhendurchmesser von 4,33 Metern der stärkste in Deutschland. Der große Stammumfang ist auf einen großen Knoten, Burl genannt, der auf eine ältere Verletzung hindeutet, zurückzuführen. Die zweit- und drittstärksten Mammutbäume mit einem Brusthöhendurchmesser von 2,95 und 2,92 Metern befinden sich in Baden-Baden und auf der Mainau; der älteste stammt aus dem Jahre 1842, der jüngste, der Riesenmammutbaum bei Schotten, wurde im Jahre 1900 gepflanzt.

## Erklärung

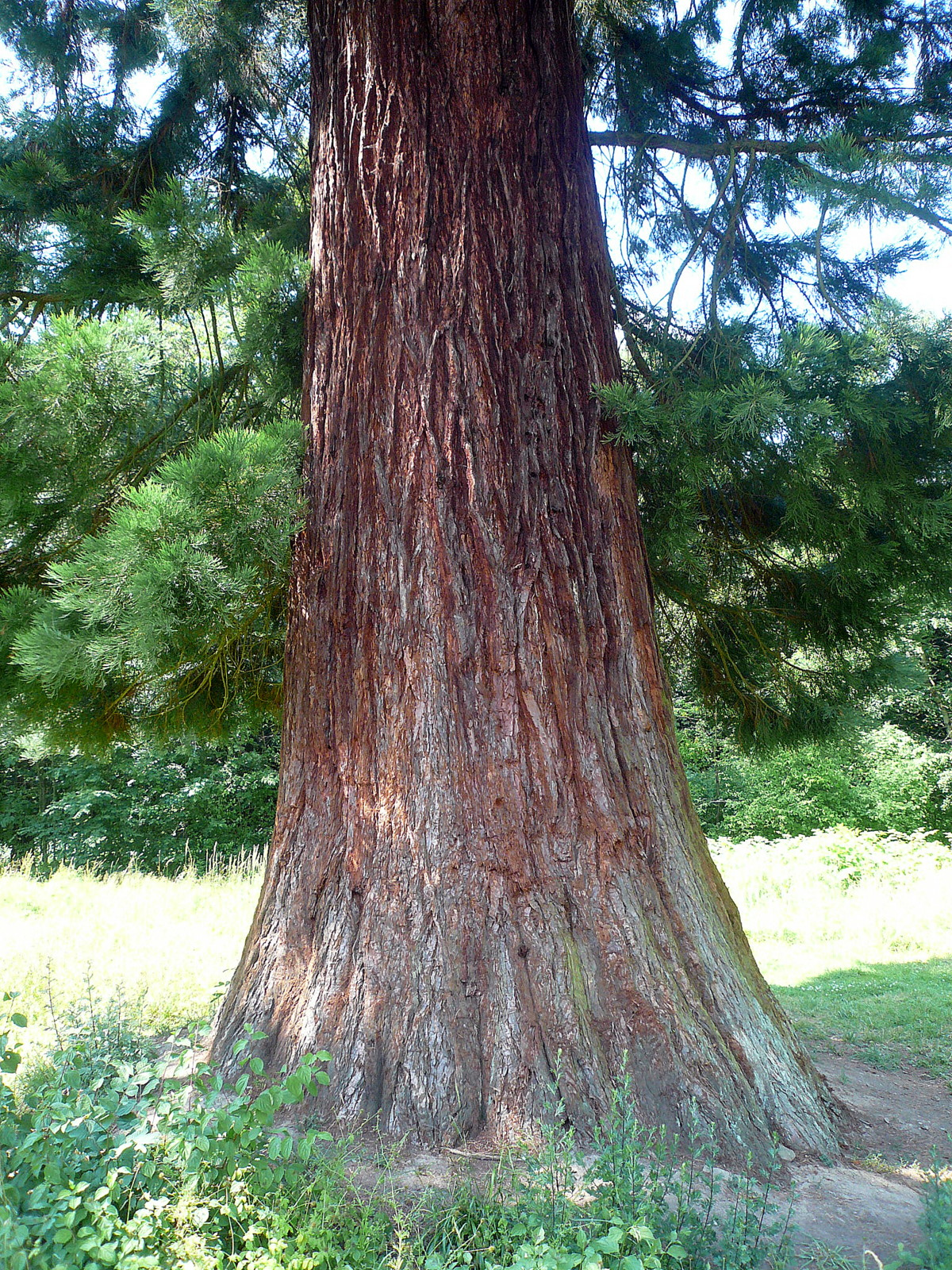
Stammansicht

- Ort: Nennt die Ortschaft, in der der Mammutbaum steht. In Klammern steht der eventuelle Ortsteil.
- Standort: Nennt den Standort innerhalb der Ortschaft.
- Land: Abkürzung und Flagge des Bundeslandes.
- NHN: Nennt die Höhe des Standortes über Normalhöhennull.
- Jahr: Nennt das Jahr der Pflanzung des Mammutbaumes.
- Höhe: Nennt die Höhe des Baumes.
- Stammumfang: Nennt den Umfang des Stammes in einem Meter Höhe gemessen und das Jahr der Messung.
- Brusthöhendurchmesser: Nennt den Durchmesser des Stammes in 1,3 Meter Höhe, durch Umfangsmessung ermittelt, und das Jahr der Messung.
- Lage: Nennt die Koordinaten des Baumes.
- Nachweis: Nennt die Quelle der Angaben.

Hinweis: Die Liste ist sortierbar. Durch Anklicken eines Spaltenkopfes wird die Liste nach dieser Spalte sortiert, zweimaliges Anklicken kehrt die Sortierung um. Durch das Anklicken zweier Spalten hintereinander lässt sich jede gewünschte Kombination erzielen.

## Mammutbäume
| Ort                       | Standort                               | Land | NHN   | Jahr | Höhe                                           | Stammumfang (Jahr) | Brusthöhen- durchmesser (Jahr) | Lage                         | Nach- weis                |
| ------------------------- | -------------------------------------- | ---- | ----- | ---- | ---------------------------------------------- | ------------------ | ------------------------------ | ---------------------------- | ------------------------- |
| Aachen                    | Ferberberg                             | NW   | 200 m | 1858 | 34 m                                           | 8,70 m (2010)      | 2,55 m (2010)                  | 50° 48′ 26″ N, 6° 4′ 57″ O   | [ 3 ]                     |
| Baden-Baden               | Villa Friesenberg                      | BW   | 220 m | —    | 45 m                                           | —                  | 2,83 m (2009)                  | 48° 45′ 48″ N, 8° 14′ 0″ O   | [ 4 ]                     |
| Baden-Baden               | Stourdza-Kapelle                       | BW   | 220 m | 1870 | —                                              | 8,01 m (2008)      | 2,28 m (2008)                  | 48° 45′ 48″ N, 8° 14′ 0″ O   | [ 5 ]                     |
| Baden-Baden               | Hermann-Sielcken-Straße                | BW   | 220 m | 1863 | 45 m                                           | —                  | 2,92 m (2008)                  | 48° 44′ 57″ N, 8° 14′ 0″ O   | [ 6 ]                     |
| Bensheim                  | Suchtklinik Falkenhof                  | HE   | 130 m | —    | 39 m                                           | —                  | 2,40 m (2006)                  | 49° 41′ 9″ N, 8° 38′ 31″ O   | [ 7 ]                     |
| Bensheim                  | Fürstenlager                           | HE   | 210 m | 1852 | 53 m                                           | —                  |                                | 49° 41′ 56″ N, 8° 37′ 59″ O  | [ 8 ] [ 9 ] [ 10 ] [ 11 ] |
| Bremen                    | Riensberger Friedhof                   | HB   | 7 m   | 1875 | 34 m                                           | 7,65 m (2010)      | 2,23 m (2010)                  | 53° 5′ 30″ N, 8° 51′ 36″ O   | [ 12 ] [ 13 ]             |
| Detmold                   | Schlossplatz                           | NW   | 140 m | 1858 | 34 m                                           | 7,57 m (2007)      | —                              | 51° 56′ 11″ N, 8° 52′ 45″ O  | [ 14 ]                    |
| Emmendingen               | Stadtgarten                            | BW   | 224 m | 1867 | 46 m (vermessen 2017 nach Strahlensatzmethode) | 8,30 m (2017)      | 2,64 m (2017)                  | 48° 7′ 23″ N, 7° 51′ 6″ O    | [ 15 ]                    |
| Erftstadt (Liblar)        | Schlosspark Gracht                     | NW   | 110 m | —    | 30 m                                           | —                  | 2,67 m (2009)                  | 50° 48′ 41″ N, 6° 49′ 2″ O   | [ 16 ]                    |
| Erftstadt (Liblar)        | Schlosspark Gracht                     | NW   | 110 m | —    | 34 m                                           | —                  | 2,43 m (2009)                  | 50° 48′ 41″ N, 6° 49′ 2″ O   | [ 17 ]                    |
| Erftstadt (Liblar)        | Schlosspark Gracht                     | NW   | 110 m | —    | 41 m                                           | —                  | 2,52 m (2009)                  | 50° 48′ 41″ N, 6° 49′ 2″ O   | [ 18 ]                    |
| Freudenstadt              | Marktplatz                             | BW   | 728 m | 1865 | 27 m                                           | 7,76 m (2010)      | 2,26 m (2010)                  | 48° 27′ 50″ N, 8° 24′ 39″ O  | [ 19 ]                    |
| Gengenbach                | Friedhof                               | BW   | 180 m | 1895 | 16 m                                           | —                  | 2,44 m (2010)                  | 48° 24′ 26″ N, 8° 0′ 45″ O   | [ 20 ]                    |
| Gleisweiler               | Park der Privatklinik                  | RP   | 300 m | —    | 46 m                                           | —                  | 2,49 m (2010)                  | 49° 14′ 28″ N, 8° 3′ 42″ O   | [ 21 ]                    |
| Heidelberg                | Ehemaliges Forsthaus                   | BW   | 370 m | 1876 | 48 m                                           | —                  | 2,30 m (2008)                  | 49° 24′ 18″ N, 8° 42′ 51″ O  | [ 22 ]                    |
| Calw (Hirsau)             | Landesklinik                           | BW   | 610 m | 1865 | 41 m                                           | 9,32 m (2008)      | 2,87 m (2010)                  | 48° 44′ 52″ N, 8° 42′ 41″ O  | [ 23 ]                    |
| Gummersbach (Hülsenbusch) | Obergelpestraße                        | NW   | 278 m | 1874 | 25 m                                           | —                  | 2,55 m (2012)                  | 51° 2′ 18″ N, 7° 29′ 47″ O   | [ 24 ]                    |
| Kempen                    | Gut Heimendahl                         | NW   | 40 m  | —    | 38 m                                           | —                  | 2,26 m (2000)                  | 51° 21′ 19″ N, 6° 27′ 13″ O  | [ 25 ]                    |
| Krefeld                   | Am Forsthaus                           | NW   | 50 m  | —    | 35 m                                           | —                  | 2,60 m (2009)                  | 51° 18′ 4″ N, 6° 30′ 57″ O   | [ 26 ]                    |
| Kronberg im Taunus        | Schlosspark Kronberg                   | HE   | 400 m | —    | —                                              | —                  | 2,33 m (2009)                  | 50° 11′ 20″ N, 8° 30′ 36″ O  | [ 27 ]                    |
| Kronberg im Taunus        | Schlosspark Kronberg                   | HE   | 400 m | —    | 33 m                                           | —                  | 2,23 m (2009)                  | 50° 11′ 20″ N, 8° 30′ 36″ O  | [ 28 ]                    |
| Landstuhl                 | Straße nach Langwieden                 | RP   | 300 m | 1861 | 44 m                                           | 8,50 m (2008)      | —                              | 49° 23′ 39″ N, 7° 31′ 54″ O  | [ 29 ]                    |
| Lindau                    | Musikschule                            | BY   | 400 m | —    | 39 m                                           | —                  | 2,48 m (2012)                  | 47° 33′ 21″ N, 9° 41′ 4″ O   | [ 30 ]                    |
| Lindau (Schachen)         | Lindenhofpark                          | BY   | 400 m | —    | —                                              | —                  | 2,40 m (2009)                  | 47° 33′ 30″ N, 9° 39′ 34″ O  | [ 31 ]                    |
| Mainau                    | Schlosspark                            | BW   | 410 m | 1875 | 45 m                                           | 9,55 m (2006)      | 2,95 m (2012)                  | 47° 42′ 20″ N, 9° 11′ 49″ O  | [ 32 ]                    |
| Mainau                    | Schlosspark                            | BW   | 410 m | 1864 | 45 m                                           | 8,02 m (2006)      | 2,32 m (2012)                  | 47° 42′ 20″ N, 9° 11′ 50″ O  | [ 33 ]                    |
| Mainau                    | Schlosspark                            | BW   | 420 m | 1864 | 44 m                                           | 7,90 m (2006)      | 2,31 m (2011)                  | 47° 42′ 17″ N, 9° 11′ 48″ O  | [ 34 ]                    |
| Neuweiler (Hofstett)      | Alte Revierförsterei                   | BW   | 730 m | 1867 | 37 m                                           | 14,03 m (2009)     | 4,33 m (2014)                  | 48° 39′ 44″ N, 8° 34′ 2″ O   | [ 35 ]                    |
| Sachsenheim (Ochsenbach)  | Friedhof                               | BW   | 320 m | 1866 | 32 m                                           | 10,60 m (2025)     | 3,15 m (2025)                  | 49° 1′ 20″ N, 8° 59′ 13″ O   | [ 36 ]                    |
| Schotten (Rainrod)        | Obere Läunsbachschneise                | HE   | 315 m | 1900 | 36 m                                           | 8,25 m (2009)      | 2,43 m (2011)                  | 50° 28′ 21″ N, 9° 6′ 36″ O   | [ 37 ]                    |
| Simmersfeld               | Friedhof                               | BW   | 720 m | 1859 | 24 m                                           | 8,72 m (2005)      | 2,82 m (2014)                  | 48° 37′ 14″ N, 8° 31′ 21″ O  | [ 38 ]                    |
| Straelen                  | Haus Coull                             | NW   | 40 m  | —    | 33 m                                           | —                  | 2,45 m (2009)                  | 51° 26′ 31″ N, 6° 16′ 41″ O  | [ 39 ]                    |
| Tuttlingen                | Gewann Hart                            | BW   | 839 m | 1866 | 48 m                                           | —                  | 2,32 m (2013)                  | 47° 58′ 12″ N, 8° 52′ 3″ O   | [ 40 ]                    |
| Weinheim                  | Schau- und Sichtungsgarten Hermannshof | BW   | 140 m | 1888 | 31 m                                           | 8,00 m (200×)      | 2,60 m (2013)                  | 49° 32′ 51″ N, 8° 40′ 11″ O  | [ 41 ]                    |
| Wernigerode               | Christianental                         | SA   | 240 m | 1842 | 32 m                                           | 7,22 m (2018)      | —                              | 51° 49′ 38″ N, 10° 48′ 45″ O | [ 42 ]                    |
| Wiesbaden                 | Fasanerie                              | HE   | 230 m | —    | 41 m                                           | —                  | 2,48 m (2011)                  | 50° 6′ 13″ N, 8° 11′ 32″ O   | [ 43 ]                    |